# Bataille de Woyowoyanko
campagne du Soudan
La bataille de Woyowoyanko, livrée le 2 avril 1883 au Mandé, fait partie des opérations militaires françaises de conquête du l'Afrique de l'Ouest. Elle oppose les forces françaises du colonel Gustave Borgnis-Desbordes aux guerriers de Samory Touré, dirigés par son frère Fabou.

## Contexte
Les premières hostilités entre la France et Samory Touré eurent lieu au début de l'année 1882, lorsque les forces de Samory attaquèrent le village de Kodiaran, qui était alors allié aux Français.
Le 22 novembre 1882, une colonne française forte de 542 soldats sous les ordres du colonel Gustave Borgnis-Desbordes, quitte Kayes en vue d'aller établir un poste avancé français au village de Bamako. Ce village de quelques milliers d'habitants est une importance stratégique dans la région, et Borgnis-Desbordes veut à tout prix s'en emparer avant qu'il ne tombe entre les mains des forces de Samory. La colonne atteint le poste de Kita le 16 décembre, puis repart le 7 janvier et atteint finalement Bamako le 1er février 1883.
Les français commencent aussitôt la construction d'un fort militaire et établissent une ligne télégraphique reliant Bamako à Kayes. Alors qu'arrive le mois de mars, la situation des forces françaises à Bamako est préoccupante, la faim et la maladie ayant mis hors d'état de combattre une centaine d'hommes sur les 542 d'origine.

## La bataille
Au cours du mois de mars 1883, une armée d'environ 3 000 guerriers sous les ordres du frère de Samory, Fabou Touré (aussi connu en tant que Keme Brema), ravage plusieurs villages pro-français aux alentours de Bamako et détruit la ligne télégraphique.
Le 2 avril au matin, le colonel Borgnis-Desbordes se dirige avec une force de 242 hommes en direction du campement de l'armée de Fabou Touré, sur les bords de la rivière Woyowoyanko à quelques kilomètres de Bamako.
En dépit de son infériorité numérique, Borgnis-Desbordes opte pour un assaut frontal, espérant qu'une attaque rapide et énergique mette en fuite les guerriers wassoulou. Après avoir traversé la rivière, la compagnie de tirailleurs sénégalais du capitaine Fournier parvient durant un temps à faire reculer les lignes ennemies, mais les Français sont rapidement débordés sur les deux flancs et sont contraints de se replier de l'autre côté de la rivière.
Aux alentours de midi, voyant que ses hommes sont épuisés par les combats et la chaleur, Borgnis-Desbordes décide de ne pas retenter de nouvel assaut et ordonne la retraite sur Bamako.

## Conséquences
Durant les 10 jours qui suivirent, aucun affrontement majeur n'eut lieu. Cependant, le 12 avril au matin, Borgnis-Desbordes se dirigea à nouveau contre le camp de Fabou, cette fois à la tête d'une colonne de 371 hommes. Ayant tiré leçon de son échec du 2 avril, il envoya cette fois-ci son avant-garde contourner les positions wassoulou à travers un défilé rocheux mal gardé.
Surpris par l'arrière, les guerriers de Fabou furent pris de panique et fuirent, abandonnant leur camp aux Français, qui y trouvèrent une grande quantité de nourriture. Le manque de cavalerie ne permettant pas aux Français de poursuivre leurs adversaires en déroute, cette nouvelle bataille, tout comme celle du 2 avril, ne fit somme toute que peu de morts des deux côtés.
Bien qu'elle fût d'une importance stratégique nulle et aussitôt suivie d'une défaite, la victoire du 2 avril est devenue un symbole de la résistance à la colonisation française en Afrique de l'Ouest. En 2001, le gouvernement Malien fit établir le "Parc des Sofas" sur le lieu de la bataille, où une statue représentant un sofa de l'armée de Samory fut érigée.